# Bereng
Bereng (ou Bering, Bireng) est une localité du Cameroun située dans le département du Mayo-Tsanaga et la Région de l'Extrême-Nord, à proximité de la frontière avec le Nigeria. Elle fait partie de la commune de Hina.

## Population
En 1966-1967, Bereng comptait 767 habitants, pour la plupart des Peuls et des Kapsiki.
Lors du recensement de 2005, elle en comptait 7 684.

## Infrastructures
La localité dispose d'un marché d'arachide et d'un marché de coton.